# نبرد ویلیامزبرگ
نبرد ویلیامزبرگ (انگلیسی: Battle of Williamsburg) همچنین شناخته شده با عنوان نبرد فورت مگ‌رودر، نبردی است مربوط به جنگ داخلی آمریکا که در ۵ مه ۱۸۶۲ به وقوع پیوست و تعداد ۱۶۸۲ نفر در این درگیری کشته‌شدند.